# 巨猛蚁属
无翅巨猛蚁是巨猛蚁属的唯一物种。它们是一种以白蚁为主食的蚂蚁，广泛分布于撒哈拉以南非洲 ，最常见的是它们在攻击白蚁时会形成游击队形。由于它们的攻击方式十分狡猾，因此被戏称为“马塔贝勒蚁” ，这个名字来源于马塔贝勒部落，该部落的战士很勇猛，在19世纪击溃了很多部落。 该物种的部分极限个体可达25mm，是一种体型超大的蚂蚁。  
种名“analis”在拉丁语中的意思是“肛门”，由 Latreille 选用，取代了约翰·克里斯蒂安·法布里丘斯于1793年取的“foetens” ，意思是“发臭”，因为紀堯姆-安托萬·奧利維耶于1792年将同一个名字“Formica foetens”命名给了另一个物种。 这两个名字都在表示这种蚂蚁的上颚腺会释放二甲基二硫醚和二甲基三硫醚，这种物质的气味类似于人类的粪便。 

## 分类
Megaponera被Gustav Mayr在1862年首次定义为Formica analis Latreille, 1802 年，目前是该属的唯一一个物种。 1994年，威廉·L·布朗将该属归入厚结猛蚁属下，尽管他缺乏系统发育依据，从而将名称从Megaponera foetens改为Pachycondyla analis 。  2014年，Schmidt 和 Shattuck 根据分子学和形态学证据将Megaponera 恢复为完整属。由于“foetens”只是文献中错误使用的一个特定词，因此从 2014 年 6 月起，该物种被重新命名为了“Megaponera analis” 。 

### 关于物种和亚种
无翅巨猛蚁的分布地区非常大，其亚种可能比目前所记录的还要多，在未来，某些亚种可能将会被升级为独立物种。
目前已确认的亚种有 5 个： 
- M. analis amazon (Santschi, 1935) 分布于：埃塞俄比亚
- M. analis crassicornis (Gerstaecker, 1859) 分布：莫桑比克
- M. analis rapax (Santsch, 1914b) 分布：坦桑尼亚
- M. analis subpilosa (Santsch, 1937) 分布：安哥拉
- M. analis termitivora (Santsch, 1930) 分布：刚果

## 阶级分化
工蚁的大小在 5 到 18mm 左右，大型工蚁将近占了蚁群的一半。 虽然某些工蚁也会充当有性工蚁角色， 但却从未发现过它们产下受精卵，这个功能只有拟工蚁可以用。 尽管无翅巨猛蚁通常被称为二态动物，具有主要种姓和次要种姓，但它们实际上表现出多项工蚁分化。工蚁之间的差异主要在于大小和毛色（小型工蚁的毛色较少），不过人们也观察到了上颚的差异，小型工蚁的上颚比大型工蚁的更光滑。 

## 分布地区
无翅巨猛蚁分布于撒哈拉以南非洲地区，从南纬 25° 到北纬 12°。 它的巢穴通常位于地下，最深处可达 70cm 深，通常位于树木、岩石或废弃的白蚁丘旁边。 虽然蚁巢本身可能有多个入口，但它只有一个房间，里面存放着卵、幼虫、茧和蚁后。 有时，在巢穴中可以发现Phrynomantis microps孵化的青蛙，它们已经进化出一种可以抑制蚂蚁攻击性的皮肤分泌物。

## 习性

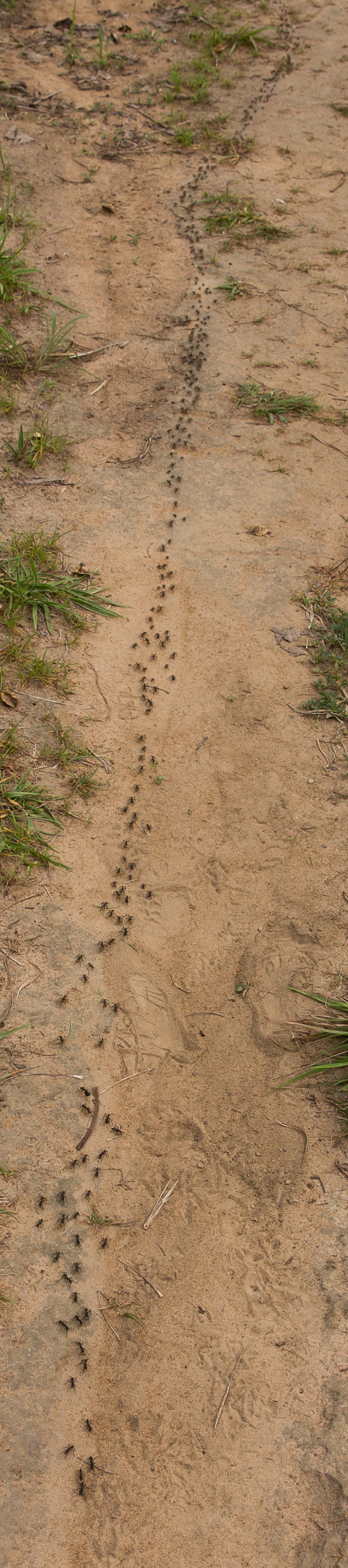
一支无翅巨猛蚁的游击队

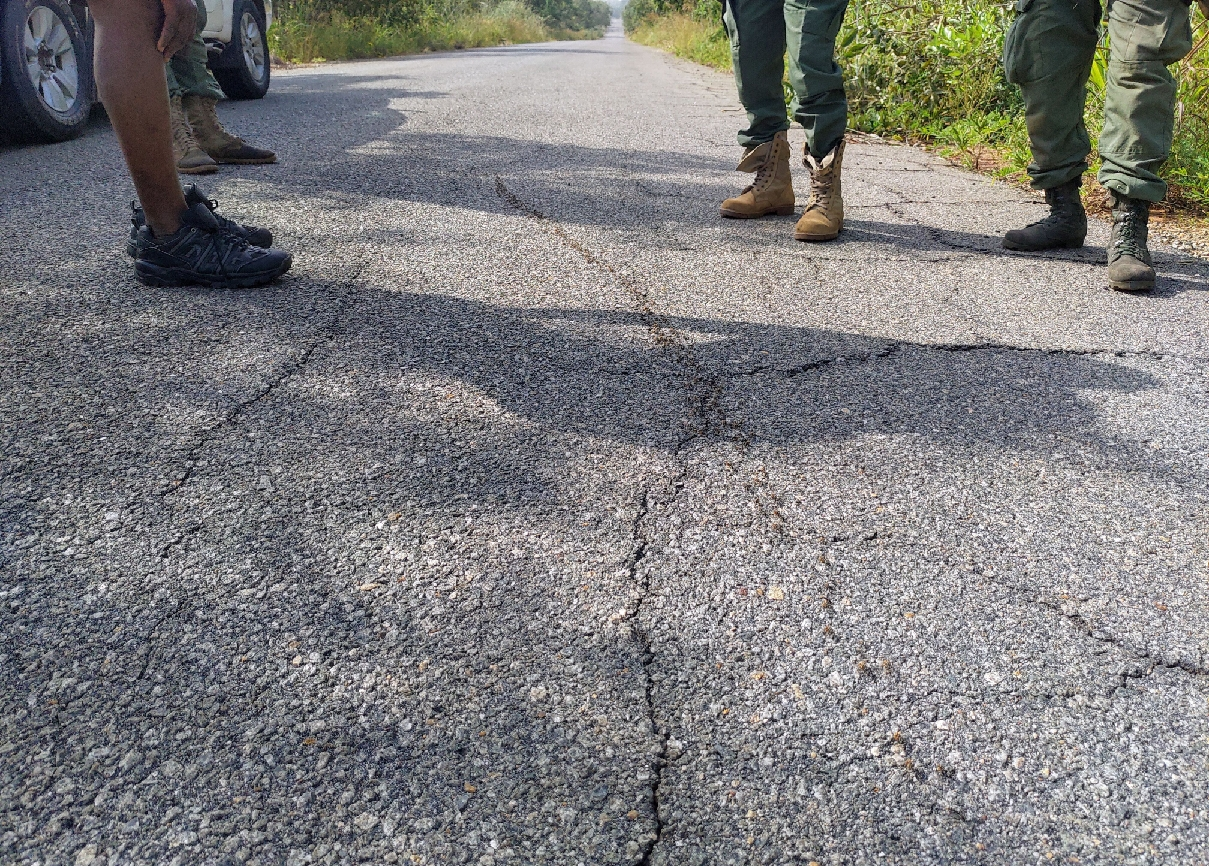
尼日利亚包奇州扬卡里野生动物保护区，一群无翅巨猛蚁在袭击后归来。

### 袭击行为

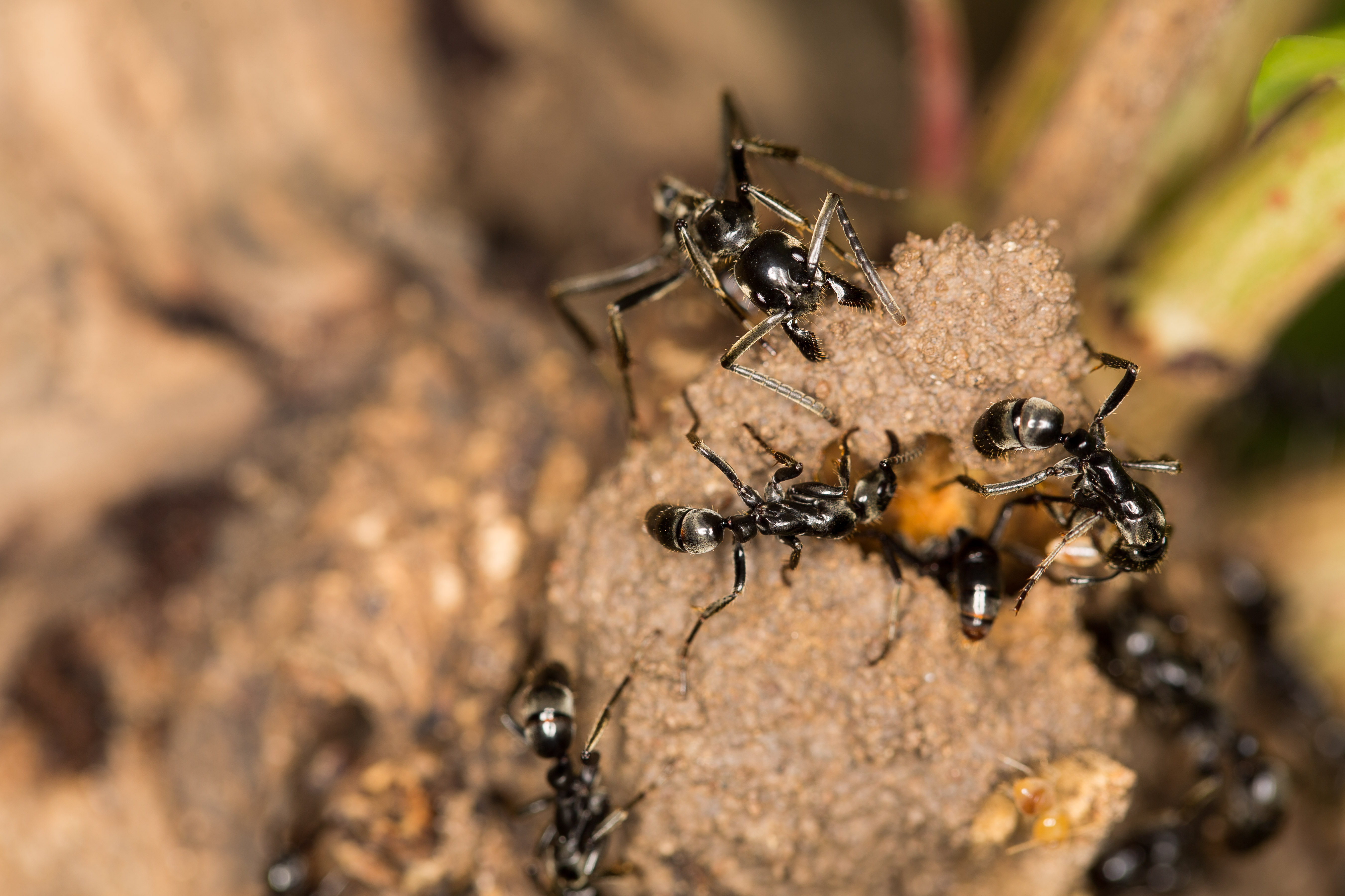
无翅巨猛蚁正在破坏白蚁巢穴的保护土层。

无翅巨猛蚁的游击时间主要集中在黎明和黄昏，即上午 6:00–10:00 和下午 15:00–19:00 之间，  每天大约发生三到五次袭击。有观察发现，在半夜 22:00 至 2:00 之间可能还会存在第三次游击活动，尽管对其的研究很少。  无翅巨猛蚁主要袭击大白蚁亚科的白蚁，其游击队通常由 200 到 500 只工蚁组成。 
无翅巨猛蚁一般会先派出一个侦察兵在大约 50m 范围内搜索白蚁的巢穴。搜索过程可持续长达一小时，如果失败，侦察兵就会绕道返回巢穴。如果侦察兵发现了白蚁巢，它就会开始探索此地，并且会尽量避开白蚁，防止与白蚁发生战斗，并且也不会进入白蚁巢的蚁道。然后通过最快的路线返回，释放出独特的信息素，招募它的同伴进行游击。 虽然最快的路线通常也是最短的，但情况并非总是如此。据观察，侦察兵会在开阔的地形（如小路）上绕行，这样他们的奔跑速度可以提高一倍，平均减少 35% 的行进时间。 
虽然我们观察到侦察蚁在返回巢穴的途中留下了信息素踪迹，但其他蚂蚁似乎无法在没有侦察蚁帮助的情况下追踪这条踪迹。 因此，侦察蚁会带领突袭队伍从最前面出发，其他蚂蚁则排成纵队跟在后面。 招募时间在 60 到 300 秒之间，所有种姓都会参加突袭。在前往白蚁巢穴的途中，所有蚂蚁都会留下信息素踪迹，这样它们以后就能更轻松地找到返回巢穴的路，而不必依赖侦察蚁。 
在离白蚁巢远大约 20cm 到 50cm 时，在与白蚁接触之前，游击队会停止并聚集起来，直到队伍中的所有成员都到达，并在侦察兵周围形成一个圆圈。随后，工蚁以开放的队形冲向白蚁并制服猎物。在攻击过程中，可以观察到分工。大型工蚁主要破坏白蚁巢上的保护层，而小型工蚁则会冲进隧道，通过大型工蚁创造的开口杀死白蚁。 在找到食物放置地点后，工蚁会聚集在它们先前等待的地方，大型工蚁会搬运白蚁，然后以纵向队形返回巢穴。这些袭击通常都是单一事件，它们不会独自返回重新利用以前的袭击地点，尽管不能排除侦察蚁记住一个地点并在将来重新调查以进行第二次袭击的可能性。 

### 种群

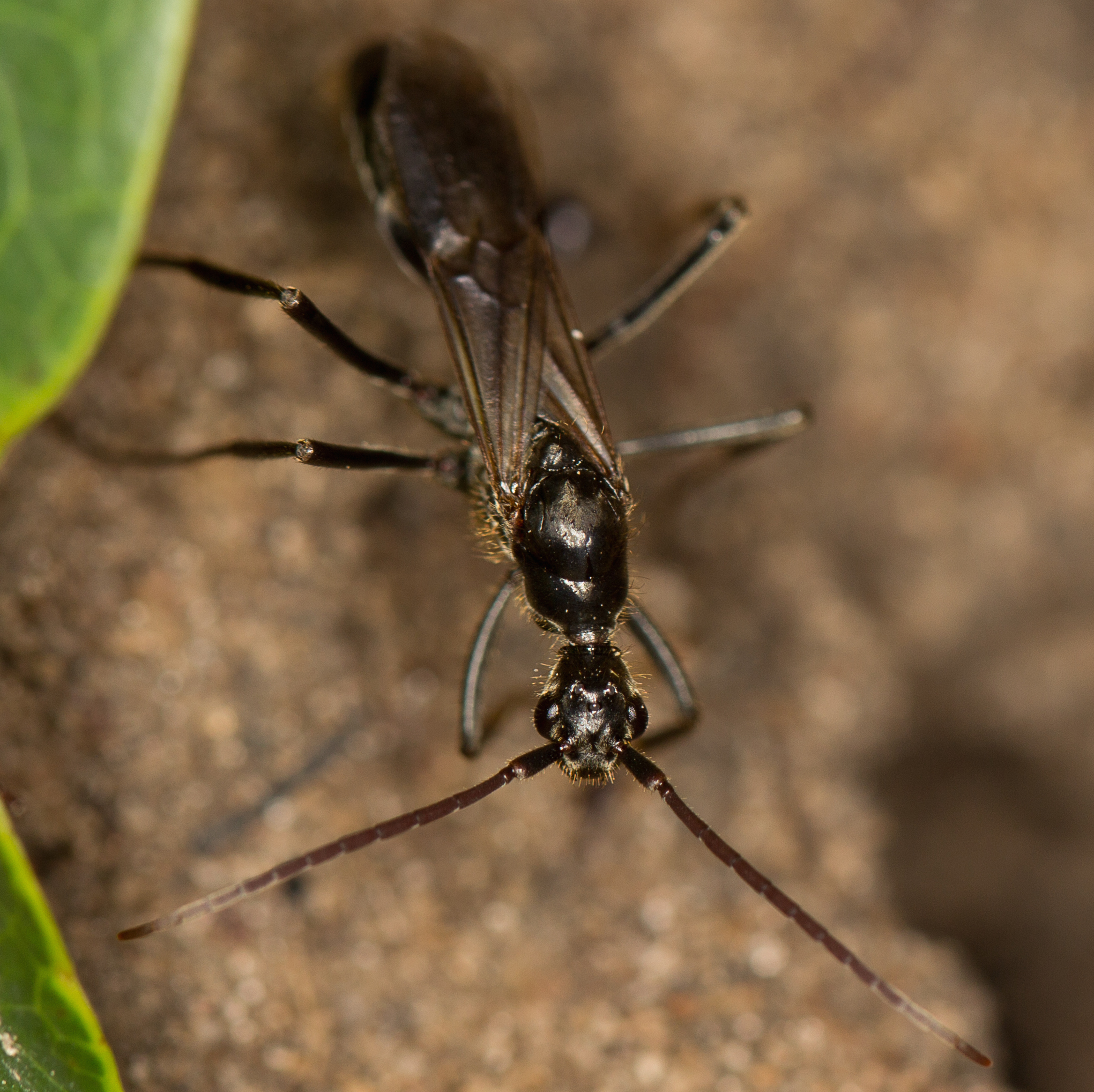
无翅巨猛蚁雄蚁

蚁群的大小取决于其位置和年龄，成年蚂蚁数量从 440 到 2300 只不等。  对于无翅巨猛蚁的婚飞资料少之又少。我们经常可以观察到无翅巨猛蚁的雄虫离开和进入其他的蚁巢，它们会利用以前袭击时留下的信息素踪迹作为指引。 由于无翅巨猛蚁是专门吃白蚁的蚂蚁，蚁后无法独自建立王国，因为如果没有一支常备的工蚁大军，蚁后就无法对白蚁进行袭击。因此通过推测，新蚁群可能是通过蚁群分裂而产生的，新蚁后会带走旧巢的部分工蚁来创建新蚁群。 

### 帮助行为

#### 合作自卫
尽管蚂蚁们都知道蚁巢的合作防御， 蚁巢外的合作自卫却很少被人注意。当M. analis蚂蚁在巢穴外受到行军蚁( Dorylus sp. ) 的攻击时，它们会相互合作，试图通过检查对方的四肢是否有敌方蚂蚁以及移除任何攀附在它们腿或触角上的敌方蚂蚁来进行自卫。 

#### 治疗受伤成员
在与白蚁的战斗中，一些工蚁可能会被白蚁的兵蚁咬伤，或者在蚂蚁死后依附在蚂蚁的身体上。这些蚂蚁已经进化出一种独特的机制来应对增加的觅食成本。受伤的蚂蚁会利用上颚腺中的一种信息素（成分：二甲基二硫醚和二甲基三硫醚）来“呼救”，吸引巢穴同伴，随后其他工蚁开始检查受伤的同伴，将其抱起，并将受伤的工蚁带回巢穴。通过这种方式，受伤工蚁的死亡概率将从 32% 降低至近乎为零。蚁巢内部附着的白蚁会被清除。如果失去一条或两条腿，蚂蚁就会适应四条或五条腿的运动来弥补，使自己能和健全的同伴的奔跑速度一样快。这些受伤了的蚂蚁在得到治疗后能够再次执行群体任务，甚至在未来对白蚁的袭击中也会被发现。一个模型计算了这种救援行为的价值，使得蚁群比没有表现出这种行为的蚁群大 28.7%（因为不需要用新的健康替代者来替换受伤的工蚁，从而节省了能源）。这是已知的唯一一种对受伤个体表现出此类行为的无脊椎动物。 
但是这种治疗行为只会用于轻伤的蚂蚁（失去 1-2 条肢体）；重伤的蚂蚁（失去 3 条或更多肢体）会被留在战场上。人们认为，调节这一过程的机制相对简单，基于两步过程：蚂蚁受伤后，第一步它会再次尝试正常站立（“回到空闲位置”）。第二步是呼救并配合救援人员，但如果第一步失败了，那么第二步就不会发生。因此，受重伤的蚂蚁会不断地尝试站起来，这是一个非常简单的机制，相当于工蚁只拯救对蚁群仍然有用的蚂蚁。 

#### 受伤蚂蚁的治疗

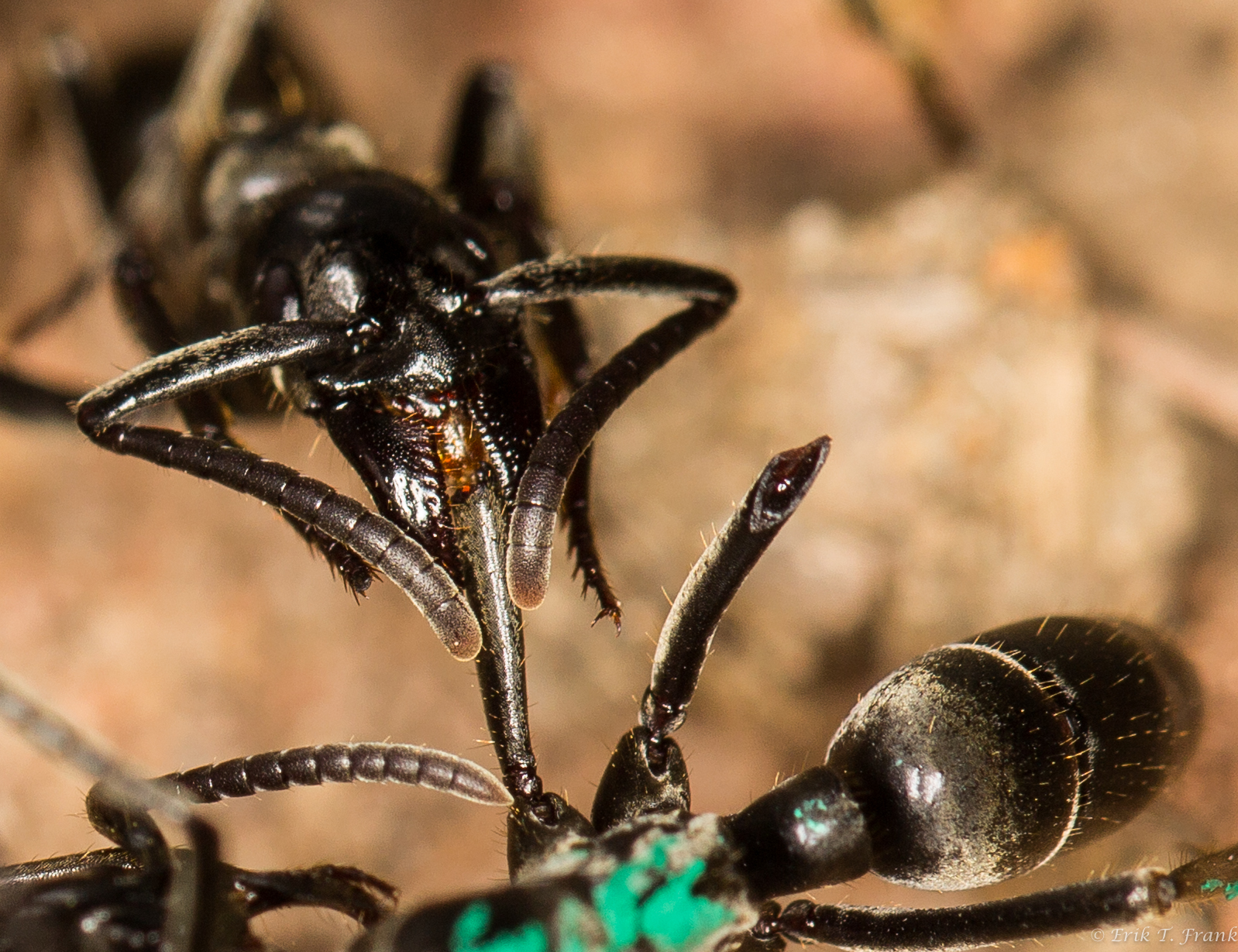
一只工蚁正在为受伤的同伴治疗断口处

研究表明，这些蚂蚁会为受伤的同伴治疗伤口，而这也是有史以来第一个会照顾伤员的非人类物种。同伴用上颚抓住受伤蚂蚁的受损肢体，并用前腿将其固定住。然后它们开始“舔”伤口，这个过程将长达好几分钟。这种治疗只有在受伤后的一个小时内进行才会有效。如果没能及时医治，受伤工蚁的死亡率将会高达 80%。 伤口很容易会被土壤上的机会性病原体感染。就此而言，对于无翅巨猛蚁来说，一种主要的致命病原体是铜绿假单胞菌。感染这种细菌会导致死亡率接近 90%。受感染的蚂蚁会通过其表皮碳氢化合物谱的变化来发出感染伤口的信号，让同伴能够得知其感染，并作出相应的除菌方式。第二个治疗护理阶段还包括使用胸膜腺的分泌物，其中含有 100 多种抗菌化合物和蛋白质。这种专门的抗菌技术可以让伤员成功治好受感染的伤口，让受伤的蚂蚁恢复健康。 
相关视频：
- 科学杂志救援行为摘要视频 （页面存档备份，存于）
- 国家地理：关于帮助行为的报道
- 科学杂志伤口治疗总结视频 （页面存档备份，存于）
- 国家地理：关于伤口治疗的报道

## 画廊
- 一只大型工蚁正抱着它们的蚁后
- 一只大白蚁兵蚁被马塔贝勒蚁杀死
- 工蚁们正带着食物返回巢穴
- 马塔贝勒蚁收获白蚁Pseudocanthotermes militaris
- 一只工蚁正抱着它们的幼虫
- 一只大型工蚁正在看守茧子